# Stanisław Grędziński
Stanisław Grędziński (19 de octubre de 1945 - 19 de enero de 2022) fue un velocista y atleta polaco especializado en la prueba de 400 m, en la que consiguió ser medallista de bronce europeo en 1969.

## Carrera deportiva
En el Campeonato Europeo de Atletismo de 1969 ganó la medalla de bronce en los 400 metros, corriéndolos en un tiempo de 45.8 segundos, llegando a meta tras su paisano polaco Jan Werner que con 45.7 s batió el récord de los campeonatos, y el francés Jean-Claude Nallet (plata).